# Waite Park
Waite Park är en stad (city) i Stearns County i Minnesota. Vid 2020 års folkräkning hade Waite Park 8 341 invånare.